# 英歐關係
欧洲联盟和英国之间的关系可以追溯到1957年欧盟的前身欧洲各共同体的成立。英国在1973年加入欧洲共同体后成为其成员国。歐盟成立後，英國為其成員。2016年舉行的英國去留歐盟公投 ，51.9%的英國选民选择英國脫離歐盟。2020年1月31日，英國正式脫離歐盟，並成为第一个自愿脫離歐盟的國家。此後至2020年12月31日，英國脫歐協議在英歐之间的关系中发挥着重要作用。自2021年1月1日起，双方关系主要受英欧贸易合作协定的约束。